# الوجيبة (الحيمة الداخلية)

تعديل مصدري - تعديل

الوجيبة هي إحدى قرى عزلة بني الحذيفي بمديرية الحيمة الداخلية التابعة لمحافظة صنعاء، بلغ تعداد سكانها 314 نسمة حسب تعداد اليمن لعام 2004.